# Eindhoven Qualification Meet 2021
De Eindhoven Qualification Meet 2021 was een internationale zwemwedstrijd die gehouden werd van 9 tot en met 11 april 2021 in het Nationaal Zwemcentrum de Tongelreep in Eindhoven. De wedstrijden vonden plaats in een 50 meterbad. Deze wedstrijd is onderdeel van het kwalificatietraject, voor de Nederlandse zwemmers, richting de Europese kampioenschappen zwemmen 2021 in Boedapest, de Olympischen Zomerspelen 2021 en de Paralympische Zomerspelen 2021 in Tokio. De Eindhoven Qualification Meet 2021 verving de oorspronkelijk geplande Swimcup Eindhoven. Vanwege de coronapandemie moest dat toernooi vervangen worden door een kleinschaliger zwemtoernooi.

## Programma
| S | Series | Goud | Finale |

| Ochtendsessie | 09:30 009:00 | Avondsessie | 17:30 16:15 |

| Onderdeel        | April | April | April | April | April | April |
| Onderdeel        | 9     | 9     | 10    | 10    | 11    | 11    |
| ---------------- | ----- | ----- | ----- | ----- | ----- | ----- |
| 50m vrije slag   | S     | Goud  |       |       |       |       |
| 100m vrije slag  |       |       | S     | Goud  |       |       |
| 200m vrije slag  |       |       |       |       | S     | Goud  |
| 400m vrije slag  |       |       | S     | Goud  |       |       |
| 800m vrije slag  | Goud  | Goud  |       |       |       |       |
| 1500m vrije slag |       |       |       |       | Goud  | Goud  |
| 50m rugslag      |       |       | S     | Goud  |       |       |
| 100m rugslag     |       |       |       |       | S     | Goud  |
| 200m rugslag     | S     | Goud  |       |       |       |       |
| 50m schoolslag   | S     | Goud  |       |       |       |       |
| 100m schoolslag  |       |       | S     | Goud  |       |       |
| 200m schoolslag  |       |       |       |       | S     | Goud  |
| 50m vlinderslag  |       |       |       |       | S     | Goud  |
| 100m vlinderslag | S     | Goud  |       |       |       |       |
| 200m vlinderslag |       |       | S     | Goud  |       |       |
| 200m wisselslag  | S     | Goud  |       |       |       |       |
| 400m wisselslag  |       |       | S     | Goud  |       |       |
| Totaal           | 6     | 6     | 6     | 6     | 5     | 5     |

| Onderdeel        | April | April | April | April | April | April |
| Onderdeel        | 9     | 9     | 10    | 10    | 11    | 11    |
| ---------------- | ----- | ----- | ----- | ----- | ----- | ----- |
| 50m vrije slag   | S     | Goud  |       |       |       |       |
| 100m vrije slag  |       |       | S     | Goud  |       |       |
| 200m vrije slag  |       |       |       |       | S     | Goud  |
| 400m vrije slag  |       |       | S     | Goud  |       |       |
| 800m vrije slag  | Goud  | Goud  |       |       |       |       |
| 1500m vrije slag |       |       |       |       | Goud  | Goud  |
| 50m rugslag      |       |       | S     | Goud  |       |       |
| 100m rugslag     |       |       |       |       | S     | Goud  |
| 200m rugslag     | S     | Goud  |       |       |       |       |
| 50m schoolslag   | S     | Goud  |       |       |       |       |
| 100m schoolslag  |       |       | S     | Goud  |       |       |
| 200m schoolslag  |       |       |       |       | S     | Goud  |
| 50m vlinderslag  |       |       |       |       | S     | Goud  |
| 100m vlinderslag | S     | Goud  |       |       |       |       |
| 200m vlinderslag |       |       | S     | Goud  |       |       |
| 200m wisselslag  | S     | Goud  |       |       |       |       |
| 400m wisselslag  |       |       | S     | Goud  |       |       |
| Totaal           | 6     | 6     | 6     | 6     | 5     | 5     |

## Olympische kwalificatie
NOC*NSF stelde onderstaande limieten vast voor deelname aan de Olympische Zomerspelen van 2021 in Tokio Japan. Vier zwemmers en zes zwemsters voldeden tijdens de wereldkampioenschappen zwemmen 2019 in Gwangju, de Swim Cup Amsterdam 2019 en de Rotterdam Qualification Meet 2020 aan de kwalificatie-eisen.
Tijdlijn
| Datum               | Wedstrijd                              | Plaats    |
| ------------------- | -------------------------------------- | --------- |
| 12-28 juli 2019     | Wereldkampioenschappen zwemmen 2019    | Gwangju   |
| 13-15 december 2019 | Swim Cup Amsterdam 2019                | Amsterdam |
| 3-6 december 2020   | Rotterdam Qualification Meet 2020      | Rotterdam |
| 9-11 april 2021     | Eindhoven Qualification Meet 2021      | Eindhoven |
| 17-23 mei 2021      | Europese Kampioenschappen zwemmen 2021 | Boedapest |

Limieten
| Onderdeel        | Mannen   | Vrouwen  |
| ---------------- | -------- | -------- |
| 50m vrije slag   | 21,91    | 24,77    |
| 100m vrije slag  | 48,52    | 53,62    |
| 200m vrije slag  | 1.46,20  | 1.57,28  |
| 400m vrije slag  | 3.46,78  | 4.07,90  |
| 800m vrije slag  | 7.50,30  | 8.33,36  |
| 1500m vrije slag | 15.00,99 | 16.16,26 |
| 100m rugslag     | 53,71    | 59,90    |
| 200m rugslag     | 1.57,50  | 2.10,19  |
| 100m schoolslag  | 59,38    | 1.07,07  |
| 200m schoolslag  | 2.08,52  | 2.25,52  |
| 100m vlinderslag | 51,92    | 57,92    |
| 200m vlinderslag | 1.56,48  | 2.08,43  |
| 200m wisselslag  | 1.58,62  | 2.12,12  |
| 400m wisselslag  | 4.15,84  | 4.38,53  |

Overzicht behaalde Olympische limieten
| Onderdeel        | Mannen                  | Mannen      | Vrouwen                                                        | Vrouwen                 |
| Onderdeel        | Naam                    | Tijd        | Naam                                                           | Tijd                    |
| ---------------- | ----------------------- | ----------- | -------------------------------------------------------------- | ----------------------- |
| 50m vrije slag   | Thom de Boer Jesse Puts | 21,74 21,87 | Ranomi Kromowidjojo Femke Heemskerk Valerie van Roon Kim Busch | 24,11 24,28 24,63 24,75 |
| 100m vrije slag  |                         |             | Femke Heemskerk Ranomi Kromowidjojo                            | 53,05 53,13             |
| 200m vrije slag  |                         |             |                                                                |                         |
| 400m vrije slag  |                         |             |                                                                |                         |
| 800m vrije slag  |                         |             |                                                                |                         |
| 1500m vrije slag |                         |             |                                                                |                         |
| 100m rugslag     |                         |             | Kira Toussaint                                                 | 58,65                   |
| 200m rugslag     |                         |             | Sharon van Rouwendaal Kira Toussaint                           | 2.09,72 2.10,02         |
| 100m schoolslag  | Arno Kamminga           | 58,64       | Tes Schouten                                                   | 1.06,92                 |
| 200m schoolslag  | Arno Kamminga           | 2.06,85     |                                                                |                         |
| 100m vlinderslag |                         |             |                                                                |                         |
| 200m vlinderslag |                         |             |                                                                |                         |
| 200m wisselslag  |                         |             |                                                                |                         |
| 400m wisselslag  | Arjan Knipping          | 4.13,46     |                                                                |                         |

## EK-kwalificatie
De KNZB stelde onderstaande limieten vast voor deelname aan de Europese kampioenschappen zwemmen van 2021 in Boedapest, Hongarije. Elf mannen en negen vrouwen voldeden tijdens de Swim Cup Amsterdam 2019 en de Rotterdam Qualification Meet 2020 aan de kwalificatie-eisen.
Tijdlijn
| Datum                  | Wedstrijd                            | Plaats                               |
| ---------------------- | ------------------------------------ | ------------------------------------ |
| 13-15 december 2019    | Swim Cup Amsterdam 2019              | Amsterdam                            |
| 3-6 december 2020      | Rotterdam Qualification Meet 2020    | Rotterdam                            |
| 9-11 april 2021        | Eindhoven Qualification Meet 2021    | Eindhoven                            |
| 1 januari-8 april 2021 | Een wedstrijd naar keuze per sporter | Een wedstrijd naar keuze per sporter |

Limieten
| Onderdeel        | Mannen   | Vrouwen  |
| ---------------- | -------- | -------- |
| 50m vrije slag   | 22,23    | 24,94    |
| 100m vrije slag  | 48,86    | 54,71    |
| 200m vrije slag  | 1.47,40  | 1.59,16  |
| 400m vrije slag  | 3.48,58  | 4.13,26  |
| 800m vrije slag  | 7.55,31  | 8.38,33  |
| 1500m vrije slag | 15.06,24 | 16.29,57 |
| 50m rugslag      | 25,22    | 28,33    |
| 100m rugslag     | 54,52    | 1.00,55  |
| 200m rugslag     | 1.59,25  | 2.12,14  |
| 50m schoolslag   | 27,61    | 31,15    |
| 100m schoolslag  | 1.00,28  | 1.07,58  |
| 200m schoolslag  | 2.11,65  | 2.26,40  |
| 50m vlinderslag  | 23,61    | 26,47    |
| 100m vlinderslag | 52,47    | 58,95    |
| 200m vlinderslag | 1.58,15  | 2.11,34  |
| 200m wisselslag  | 2.00,21  | 2.14,70  |
| 400m wisselslag  | 4.18,61  | 4.43,98  |

Overzicht behaalde EK-limieten
| Onderdeel        | Mannen                                                              | Mannen                        | Vrouwen                                                                                          | Vrouwen                             |
| Onderdeel        | Naam                                                                | Tijd                          | Naam                                                                                             | Tijd                                |
| ---------------- | ------------------------------------------------------------------- | ----------------------------- | ------------------------------------------------------------------------------------------------ | ----------------------------------- |
| 50m vrije slag   | Thom de Boer Jesse Puts Nyls Korstanje Kenzo Simons Stan Pijnenburg | 21,74 21,87 21,98 22,02 22,10 | Ranomi Kromowidjojo Femke Heemskerk Valerie van Roon Kim Busch                                   | 24,11 24,28 24,63 24,75             |
| 100m vrije slag  | Stan Pijnenburg                                                     | 48,64                         | Ranomi Kromowidjojo Femke Heemskerk Marrit Steenbergen Kim Busch Kira Toussaint Valerie van Roon | 53,13 53,23 54,18 54,28 54,58 54,60 |
| 200m vrije slag  |                                                                     |                               |                                                                                                  |                                     |
| 400m vrije slag  |                                                                     |                               | Sharon van Rouwendaal                                                                            | 4.09,70                             |
| 800m vrije slag  |                                                                     |                               |                                                                                                  |                                     |
| 1500m vrije slag |                                                                     |                               |                                                                                                  |                                     |
| 50m rugslag      |                                                                     |                               | Kira Toussaint Maaike de Waard Ranomi Kromowidjojo                                               | 27,10 27,85 28,20                   |
| 100m rugslag     |                                                                     |                               | Kira Toussaint Maaike de Waard                                                                   | 58,91 59,95                         |
| 200m rugslag     |                                                                     |                               | Sharon van Rouwendaal Kira Toussaint                                                             | 2.09,72 2.10,02                     |
| 50m schoolslag   | Arno Kamminga Ties Elzerman Caspar Corbeau                          | 26,80 27,35 27,48             | Rosey Metz                                                                                       | 30,72                               |
| 100m schoolslag  | Arno Kamminga Caspar Corbeau                                        | 58,64 59,56                   | Tes Schouten                                                                                     | 1.06,92                             |
| 200m schoolslag  | Arno Kamminga Caspar Corbeau                                        | 2.06,85 2.08,57               |                                                                                                  |                                     |
| 50m vlinderslag  | Nyls Korstanje Thomas Verhoeven Thom de Boer Joeri Verlinden        | 23,02 23,54 23,58 23,59       | Ranomi Kromowidjojo Maaike de Waard Kim Busch Femke Heemskerk                                    | 25,32 25,87 26,04 26,34             |
| 100m vlinderslag | Nyls Korstanje Joeri Verlinden                                      | 51,93 52,24                   | Maaike de Waard Ranomi Kromowidjojo                                                              | 58,10 58,38                         |
| 200m vlinderslag |                                                                     |                               |                                                                                                  |                                     |
| 200m wisselslag  |                                                                     |                               |                                                                                                  |                                     |
| 400m wisselslag  | Arjan Knipping                                                      | 4.15,12                       |                                                                                                  |                                     |

## Europese records
| Datum    | Onderdeel       | Nieuwe recordhouder | Tijd  | Oude recordhouder | Tijd  | Datum           |
| -------- | --------------- | ------------------- | ----- | ----------------- | ----- | --------------- |
| 10 april | 50m rugslag (v) | Kira Toussaint      | 27,18 | Georgia Davies    | 27,21 | 4 augustus 2018 |
| 10 april | 50m rugslag (v) | Kira Toussaint      | 27,10 | Kira Toussaint    | 27,18 | 10 april 2021   |

## Nederlandse records
| Datum    | Onderdeel           | Nieuwe recordhouder | Tijd  | Oude recordhouder | Tijd  | Datum           |
| -------- | ------------------- | ------------------- | ----- | ----------------- | ----- | --------------- |
| 9 april  | 50m schoolslag (m)  | Arno Kamminga       | 26,80 | Arno Kamminga     | 26,88 | 3 december 2020 |
| 10 april | 50m rugslag (v)     | Kira Toussaint      | 27,18 | Kira Toussaint    | 27,37 | 4 december 2020 |
| 10 april | 50m rugslag (v)     | Kira Toussaint      | 27,10 | Kira Toussaint    | 27,18 | 10 april 2021   |
| 11 april | 50m vlinderslag (m) | Nyls Korstanje      | 23,19 | Nyls Korstanje    | 23,20 | 12 maart 2021   |
| 11 april | 100m rugslag (v)    | Kira Toussaint      | 58,74 | Kira Toussaint    | 58,91 | 6 december 2020 |
| 11 april | 50m vlinderslag (m) | Nyls Korstanje      | 23,02 | Nyls Korstanje    | 23,19 | 11 april 2021   |
| 11 april | 100m rugslag (v)    | Kira Toussaint      | 58,65 | Kira Toussaint    | 58,74 | 11 april 2021   |

## Medailles

### Legenda
- WR = Wereldrecord
- ER = Europees record
- NR = Nederlands record
- (Qos) = Voldaan aan de OS-limiet
- (Qek) = Voldaan aan de EK-limiet

### Mannen
| Onderdeel   | Goud                            | Goud             | Zilver                            | Zilver      | Brons                         | Brons       |
| ----------- | ------------------------------- | ---------------- | --------------------------------- | ----------- | ----------------------------- | ----------- |
| Vrije slag  |                                 |                  |                                   |             |                               |             |
| 50 m        | Jesse Puts Nederland            | 21,87 (Qos, Qek) | Kenzo Simons Nederland            | 22,05 (Qek) | Thom de Boer Nederland        | 22,16 (Qek) |
| 100 m       | Stan Pijnenburg Nederland       | 48,64 (Qek)      | Damian Wierling Duitsland         | 48,83       | Nyls Korstanje Nederland      | 49,21       |
| 200 m       | Henning Mühlleitner Duitsland   | 1.48,08          | Poul Zellmann Duitsland           | 1.48,28     | Maarten Brzoskowski Nederland | 1.48,50     |
| 400 m       | Henning Mühlleitner Duitsland   | 3.47,44          | Luc Kroon Nederland               | 3.53,83     | Silas Beth Duitsland          | 3.54,90     |
| 800 m       | Lars Bottelier Nederland        | 8.08,92          | Silas Beth Duitsland              | 8.14,79     | Lucas Henveaux België         | 8.18,44     |
| 1500 m      | Lars Bottelier Nederland        | 15.38,58         | Lucas Peters Nederland            | 15.57,45    | Sander Crooijmans Nederland   | 16.05,99    |
| Rugslag     |                                 |                  |                                   |             |                               |             |
| 50 m        | Bernhard Reitshammer Oostenrijk | 25,46            | Sašo Boškan Slovenië              | 25,80       | Simon Bucher Oostenrijk       | 26,31       |
| 100 m       | Bernhard Reitshammer Oostenrijk | 55,01            | Björn Kammann Duitsland           | 55,39       | Sašo Boškan Slovenië          | 55,87       |
| 200 m       | Sašo Boškan Slovenië            | 2.02,66          | Dennis Kamps Nederland            | 2.03,96     | Anton Zeno Rauch Duitsland    | 2.05,33     |
| Schoolslag  |                                 |                  |                                   |             |                               |             |
| 50 m        | Arno Kamminga Nederland         | 26,80 NR, (Qek)  | Fabian Schwingenschlögl Duitsland | 27,04       | Melvin Imoudu Duitsland       | 27,20       |
| 100 m       | Arno Kamminga Nederland         | 58,64 (Qos, Qek) | Fabian Schwingenschlögl Duitsland | 59,30       | Melvin Imoudu Duitsland       | 1.00,29     |
| 200 m       | Arno Kamminga Nederland         | 2.09,30 (Qek)    | Maximilian Pilger Nederland       | 2.11,49     | Arjan Knipping Nederland      | 2.14,22     |
| Vlinderslag |                                 |                  |                                   |             |                               |             |
| 50 m        | Nyls Korstanje Nederland        | 23,02 NR, (Qek)  | Thom de Boer Nederland            | 23,58 (Qek) | Thomas Verhoeven Nederland    | 23,67       |
| 100 m       | Nyls Korstanje Nederland        | 51,93 (Qek)      | Louis Croenen België              | 52,34       | Simon Bucher Oostenrijk       | 52,74       |
| 200 m       | Louis Croenen België            | 1.56,58          | Daniel Pinneker Duitsland         | 2.00,28     | Paul Espernberger Oostenrijk  | 2.00,92     |
| Wisselslag  |                                 |                  |                                   |             |                               |             |
| 200 m       | Bernhard Reitshammer Oostenrijk | 1.59,56          | Arjan Knipping Nederland          | 2.00,39     | Thomas Jansen Nederland       | 2.05,81     |
| 400 m       | Arjan Knipping Nederland        | 4.17,91          | Yanieck Frijstein Nederland       | 4.37,16     | David Groenewegen Nederland   | 4.37,56     |

### Vrouwen
| Onderdeel   | Goud                            | Goud                   | Zilver                        | Zilver           | Brons                           | Brons       |
| ----------- | ------------------------------- | ---------------------- | ----------------------------- | ---------------- | ------------------------------- | ----------- |
| Vrije slag  |                                 |                        |                               |                  |                                 |             |
| 50 m        | Ranomi Kromowidjojo Nederland   | 24,11 (Qos, Qek)       | Femke Heemskerk Nederland     | 24,43 (Qos, Qek) | Valerie van Roon Nederland      | 24,84 (Qek) |
| 100 m       | Ranomi Kromowidjojo Nederland   | 53,13 (Qos, Qek)       | Femke Heemskerk Nederland     | 53,62 (Qos, Qek) | Annika Bruhn Duitsland          | 54,15       |
| 200 m       | Annika Bruhn Duitsland          | 1.57,37                | Marie Pietruschka Duitsland   | 1.58,74          | Sharon van Rouwendaal Nederland | 1.59,56     |
| 400 m       | Sharon van Rouwendaal Nederland | 4.09,70 (Qek)          | Silke Holkenborg Nederland    | 4.14,63          | Serena Stel Nederland           | 4.15,82     |
| 800 m       | Imani de Jong Nederland         | 8.49,34                | Serena Stel Nederland         | 8.52,52          | Johanna Enkner Oostenrijk       | 9.03,98     |
| 1500 m      | Johanna Enkner Oostenrijk       | 16.57,69               | Serena Stel Nederland         | 17.05,13         | Merel Schravendijk Nederland    | 17.27,63    |
| Rugslag     |                                 |                        |                               |                  |                                 |             |
| 50 m        | Kira Toussaint Nederland        | 27,10 ER, (Qek)        | Maaike de Waard Nederland     | 27,85            | Laura Riedemann Duitsland       | 28,07       |
| 100 m       | Kira Toussaint Nederland        | 58,65 NR, (Qos), (Qek) | Maaike de Waard Nederland     | 59,95 (Qek)      | Laura Riedemann Duitsland       | 1.00,04     |
| 200 m       | Sharon van Rouwendaal Nederland | 2.10,42 (Qek)          | Sonnele Öztürk Duitsland      | 2.12,56          | Kira Toussaint Nederland        | 2.12,58     |
| Schoolslag  |                                 |                        |                               |                  |                                 |             |
| 50 m        | Rosey Metz Nederland            | 30,72 (Qek)            | Anne Palmans Nederland        | 31,59            | Tes Schouten Nederland          | 32,16       |
| 100 m       | Tes Schouten Nederland          | 1.08,12                | Jessica Steiger Duitsland     | 1.08,16          | Rosey Metz Nederland            | 1.08,42     |
| 200 m       | Tes Schouten Nederland          | 2.27,14                | Madelijne Schothans Nederland | 2.34,09          | Kim Jansen van Galen Nederland  | 2.34,57     |
| Vlinderslag |                                 |                        |                               |                  |                                 |             |
| 50 m        | Ranomi Kromowidjojo Nederland   | 25,36                  | Femke Heemskerk Nederland     | 26,34            | Kim Busch Nederland             | 26,36       |
| 100 m       | Maaike de Waard Nederland       | 58,50 (Qek)            | Lisa Höpink Duitsland         | 58,90            | Tessa Giele Nederland           | 59,97       |
| 200 m       | Kathrin Demler Duitsland        | 2.10,25                | Lotte Hosper Nederland        | 2.16,31          | Femke Spiering Nederland        | 2.16,41     |
| Wisselslag  |                                 |                        |                               |                  |                                 |             |
| 200 m       | Kathrin Demler Duitsland        | 2.12,45                | Marie Pietruschka Duitsland   | 2.13,36          | Marrit Steenbergen Nederland    | 2.14,74     |
| 400 m       | Kim Janssen van Galen Nederland | 5.06,22                | Megan Jonkman Nederland       | 5.10,37          | Kirsten Verhalle Nederland      | 5.10,41     |